# 丸山恵理
丸山 恵理（まるやま えり、12月20日 - ）は日本のフリーアナウンサー。

## 経歴
- 東京都町田市出身。血液型はA型。
- ボートレース生中継キャスター。
- 2009年4月に多摩ケーブルネットワークにレポーターとして入社[2]。
- 2011年4月にNHK徳島放送局に契約キャスターとして入局。2015年4月に退社[3]。スポーツ（独立リーグ・Jリーグなど）取材・生中継リポーター、情報番組キャスターを経験。
- 2015年6月より東北楽天ゴールデンイーグルス球団オフィシャルリポーター。球団発行のスタッフカードに「両投 右打」の記載あり。

## 人物
- 日テレ学院アナウンスコース[2]に通っていた。
- NHK徳島放送局時代の同僚だった気象予報士の中谷雪乃と交友関係がある[4]。
- フリーアナウンサーの羽村亜美と交友関係がある[5]。

## 現在の担当
- J SPORTS 東北楽天ゴールデンイーグルス 試合中継テレビリポーター
- Rakuten.FM TOHOKU ラジオパーソナリティ

## 過去の担当
NHK徳島放送局
- とくしまi キャスター
- とく6徳島 リポーター
- サッカーJリーグ 徳島ヴォルティス 試合中継リポーター
- あわメロ